# 1714
1714 (MDCCXIV) fue un año común comenzado en lunes según el calendario gregoriano.

## Acontecimientos
- 7 de enero: Se patenta la máquina de escribir (que se fabrica años después).
- 21 de febrero: Las distintas fuerzas marítimas de España pasan a llamarse Armada Real.
- 6 de marzo: Paz de Rastatt y Baden, por la que Felipe V reconoce el nuevo orden definido en la Paz de Utrecht.
- 4 de mayo: en Bután se registra un fuerte terremoto de 8,1 que deja muchas muertes.
- 11 de septiembre: las tropas de Felipe V entran en Barcelona tras un año de asedio.
- 3 de octubre: en España, el rey Felipe V aprueba la constitución de la Real Academia Española.
- 31 de octubre: Jorge I de Inglaterra es coronado rey de Gran Bretaña y de Irlanda.
- Ocupación inglesa de la isla de Menorca.

## Ciencia y tecnología
- Gabriel Fahrenheit inventa el termómetro de mercurio.

## Nacimientos
- 17 de enero: Natalia Dolgorúkova, pintora rusa (f. 1771)
- 6 de marzo: Jean-Baptiste Marie Pierre, pintor y grabador francés (f. 1789).
- 6 de mayo: Anton Raaff, tenor alemán (f. 1797).
- 14 de agosto: Claude Joseph Vernet, pintor francés (f. 1789).

## Fallecimientos
- 14 de febrero: María Luisa Gabriela de Saboya, reina consorte española (n. 1688).
- 1 de agosto: Ana de Gran Bretaña, reina irlandesa y soberana británica entre 1702 y 1714 (n. 1665).